# Max Müller
Friedrich Max Müller (pronunciación en alemán: /ˈfʁiːdʁɪç ˈmaks ˈmʏlɐ/; 6 de diciembre de 1823-28 de octubre de 1900) fue un filólogo alemán nacido en la Confederación Alemana y orientalista, que vivió y estudió en Gran Bretaña durante la mayor parte de su vida. Fue uno de los fundadores de las disciplinas académicas occidentales de estudios indios y estudios religiosos (ciencia de la religión, alemán: Religionswissenschaft). Müller escribió importantes trabajos académicos y de divulgación en materia de indología. Los Libros Sagrados de Oriente, un conjunto de 50 volúmenes de traducciones al inglés, se preparó bajo su dirección. También promovió la idea de una familia de idiomas. En lo que se refiere a la cultura hispánica, fue célebre defensor de la obra de Lorenzo Hervás frente al aprovechamiento que sufrió por parte de Wilhelm von Humboldt.

## Primeros años y educación
Max Müller nació en una familia culta el 6 de diciembre de 1823 en Dessau, hijo de Wilhelm Müller, un poeta lírico cuyo verso Franz Schubert había puesto a música en sus ciclos de canciones Die schöne Müllerin y Winterreise. Su madre, Adelheid Müller (de soltera von Basedow), era la hija mayor de un primer ministro de Anhalt-Dessau. Carl Maria von Weber era un padrino.
Müller recibió su nombre del hermano mayor de su madre, Friedrich, y del personaje central, Max, en la ópera de Weber Der Freischütz. Más adelante en la vida, adoptó a Max como parte de su apellido, creyendo que la prevalencia de Müller como nombre lo hacía demasiado común. Su nombre también se registró como "Maximiliano" en varios documentos oficiales (por ejemplo, registro universitario, certificado de matrimonio), en algunos de sus honores y en algunas otras publicaciones.
Müller ingresó en el gymnasium (escuela primaria) en Dessau cuando tenía seis años. En 1829, tras la muerte de su abuelo, fue enviado a la Escuela Nicolai en Leipzig, donde continuó sus estudios de música y clásicos. Fue durante su tiempo en Leipzig que se reunió con frecuencia Felix Mendelssohn.
Necesitando una beca para asistir a la Universidad de Leipzig, Müller rindió con éxito su examen abitur en Zerbst. Mientras se preparaba, descubrió que el plan de estudios difería de lo que le habían enseñado, por lo que necesitaba aprender rápidamente matemáticas, idiomas modernos y ciencias. Ingresó en la Universidad de Leipzig en 1841 para estudiar filología, dejando atrás su temprano interés por la música y la poesía. Müller recibió su título en 1843. Su disertación final fue sobre la Ética de Spinoza. También mostró aptitudes para los idiomas clásicos, aprendiendo griego, latín, árabe, persa y sánscrito.

## Carrera académica
En 1850, Müller fue nombrado profesor adjunto de la Tayloriana de lenguas europeas modernas en la Universidad de Oxford. En el año siguiente, a sugerencia de Thomas Gaisford, se hizo un MA honorario y un miembro de la universidad de Christ Church, Oxford. Al acceder a la cátedra completa en 1854, recibió el grado completo de MA por Decreto de convocatoria. En 1858 fue elegido para una beca vitalicia en el All Souls College.
Fue derrotado en la elección de 1860 para el profesor de sánscrito de Boden, lo que fue una "gran decepción" para él. Müller estaba mucho mejor calificado para el puesto que el otro candidato (Monier Monier-Williams), pero sus amplios puntos de vista teológicos, su luteranismo, su nacimiento alemán y la falta de conocimiento práctico de primera mano de la India jugaron en su contra. Después de la elección, le escribió a su madre, "toda la mejor gente me votó, los profesores casi por unanimidad, pero el vulgus profanum hizo la mayoría".
Más tarde, en 1868, Müller se convirtió en el primer profesor de filología comparada de Oxford, una posición fundada en su nombre. Ocupó esta cátedra hasta su muerte, aunque se retiró de sus funciones activas en 1875.

## Obras académicas y literarias

### Estudios de sánscrito
En 1844, antes de comenzar su carrera académica en Oxford, Müller estudió en Berlín con Friedrich Schelling. Comenzó a traducir los Upanishads para Schelling, y continuó investigando el sánscrito bajo Franz Bopp, el primer erudito sistemático de las lenguas indoeuropeas (IE). Schelling llevó a Müller a relacionar la historia del lenguaje con la historia de la religión. En este momento, Müller publicó su primer libro, una traducción al alemán de la Hitopadesa, una colección de fábulas indias.
En 1845, Müller se mudó a París para estudiar sánscrito con Eugène Burnouf. Burnouf lo animó a publicar el Rigveda completo, haciendo uso de los manuscritos disponibles en Inglaterra. Se mudó a Inglaterra en 1846 para estudiar los textos en sánscrito de la colección de la Compañía de las Indias Orientales (British East India Company). Al principio se apoyó con la escritura creativa, siendo popular en su época su novela Amor alemán.
Las conexiones de Müller con la Compañía de las Indias Orientales y con los sánscritos de la Universidad de Oxford lo llevaron a una carrera en Gran Bretaña, donde finalmente se convirtió en el principal comentarista intelectual sobre la cultura de la India. En ese momento, Gran Bretaña controlaba este territorio como parte de su Imperio. Esto condujo a intercambios complejos entre la cultura intelectual india y británica, especialmente a través de vínculos de Müller con Brahmo Samaj.
Los estudios de sánscrito de Müller llegaron en un momento en que los académicos habían comenzado a ver el desarrollo del lenguaje en relación con el desarrollo cultural. El reciente descubrimiento del grupo lingüístico indoeuropeo había comenzado a generar muchas especulaciones sobre la relación entre las culturas grecorromanas de la antigüedad clásica y las de pueblos más antiguos. En particular, se pensaba que la cultura Vedic de la India había sido el antepasado de las culturas clásicas europeas. Los académicos buscaron comparar los idiomas europeos y asiáticos relacionados genéticamente para reconstruir la forma más antigua del idioma raíz. Se pensaba que el idioma védico, sánscrito, era el más antiguo de los idiomas IE.
Müller se dedicó al estudio de esta lengua, convirtiéndose en uno de los principales estudiosos del sánscrito de su época. Creía que los primeros documentos de la cultura védica deberían estudiarse para proporcionar la clave para el desarrollo del paganismo, las religiones europeas y de las creencias religiosas en general. Con este fin, Müller buscó comprender la más antigua de las escrituras védicas, el Rig-Veda. Müller tradujo el Rigveda Samhita libro escrito por el erudito sánscrito del siglo XIV Sayana charya del sánscrito al inglés. Müller quedó muy impresionado por Ramakrishna Paramhansa, su contemporáneo y defensor de la filosofía Vedantic, y escribió varios ensayos y libros sobre él.

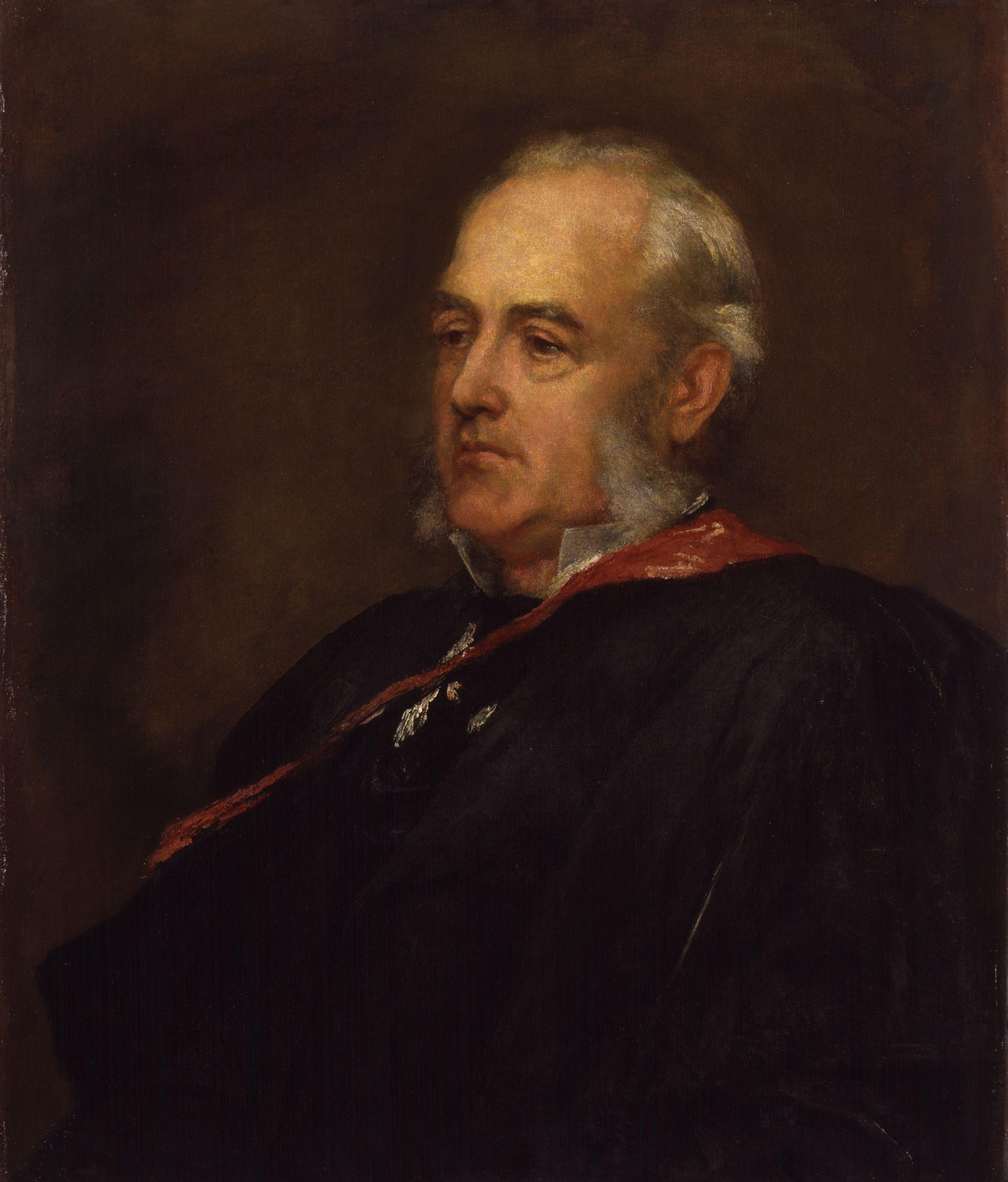
Retrato del anciano Max Muller por George Frederic Watts, 1894–1895

Para Müller, el estudio de la lengua tenía que relacionarse con el estudio de la cultura en la que se había utilizado. Llegó a la opinión de que el desarrollo de los lenguajes debería estar ligado al de los sistemas de creencias. En ese momento, las escrituras védicas eran poco conocidas en Occidente, aunque había un interés creciente en la filosofía de los Upanishads. Müller creía que la sofisticada filosofía Upanishádica podría vincularse al henoteísmo primitivo del brahmanismo védico temprano del cual evolucionó. Tuvo que viajar a Londres para ver los documentos que se encuentran en la colección de la Compañía Británica de las Indias Orientales. Mientras estuvo allí, persuadió a la compañía para que le permitiera realizar una edición crítica del Rig-Veda, una tarea que persiguió durante muchos años (1849-1874). Completó la edición crítica por la que más se le recuerda.[cita requerida]
Para Müller, la cultura de los pueblos védicos representaba una forma de culto a la naturaleza, una idea claramente influenciada por el romanticismo. Müller compartió muchas de las ideas asociadas con el romanticismo, que colorearon su cuenta de las religiones antiguas, en particular su énfasis en la influencia formativa en la religión temprana de la comunión emocional con las fuerzas naturales. Vio a los dioses del Rig-Veda como fuerzas activas de la naturaleza, solo parcialmente personificados como personas imaginadas sobrenaturales. De esta afirmación Müller derivó su teoría de que la mitología es "una enfermedad del lenguaje". Con esto quiso decir que el mito transforma los conceptos en seres e historias. En opinión de Müller, los "dioses" comenzaron como palabras construidas para expresar ideas abstractas, pero se transformaron en personalidades imaginadas. Así, el padre-dios indoeuropeo aparece bajo varios nombres: Zeus, Júpiter, Dyaus Pita. Para Müller, todos estos nombres se remontan a la palabra "Dyaus", que entendió que implicaba "brillante" o "resplandor". Esto lleva a los términos "deva", "deus", "theos" como términos genéricos para un dios, y a los nombres "Zeus" y "Júpiter" (derivados de deus-pater). De esta manera, una metáfora se personifica y osifica. Este aspecto del pensamiento de Müller fue posteriormente explorado de manera similar por Nietzsche.[citation needed]

### Conferencias Gifford

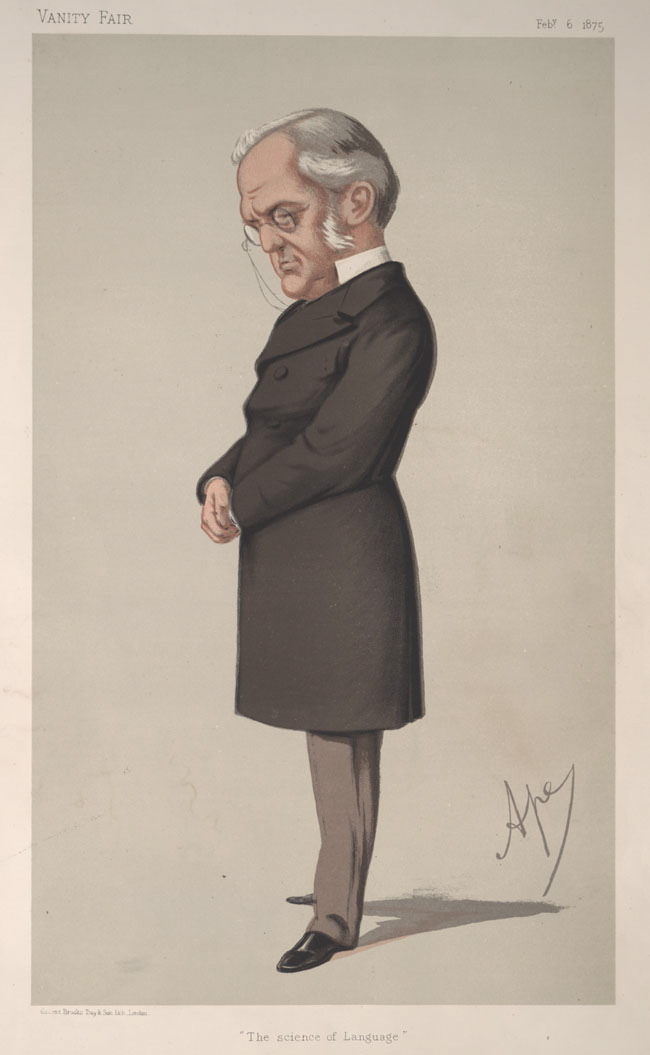
Caricatura de "Vanity Fair" de 1875 de Müller que confirma que, a la edad de cincuenta y un años, con numerosos honores, fue uno de los "Hombres del día" verdaderamente notables.

En 1888, Müller fue nombrado Gifford Lecturer en la Universidad de Glasgow. Estas Gifford Lectures fueron las primeras de una serie anual, impartida en varias universidades escocesas, que ha continuado hasta el día de hoy. Durante los siguientes cuatro años, Müller dio cuatro series de conferencias. Los títulos y el orden de las conferencias fueron los siguientes:
1. Religión Natural. Este primer curso de conferencias pretendía ser puramente introductorio y tenía por objeto una definición de la Religión Natural en su sentido más amplio.
2. Religión Física. Este segundo curso de conferencias pretendía mostrar cómo las diferentes naciones habían llegado a creer en algo infinito detrás de lo finito, en algo invisible detrás de lo visible, en muchos agentes invisibles o dioses de la naturaleza, hasta llegar a creer en un dios por encima de todos esos dioses. En definitiva, una historia del descubrimiento del infinito en la naturaleza.
3. Religión Antropológica. Este tercer curso tenía la intención de mostrar cómo las diferentes naciones llegaron a creer en un alma, cómo nombraron sus diversas facultades y qué imaginaban sobre su destino después de la muerte.
4. Teosofía o Religión Psicológica. El cuarto y último curso de conferencias estaba destinado a examinar la relación entre Dios y el alma ("estos dos Infinitos"), incluidas las ideas que algunas de las principales naciones del mundo se han formado con respecto a esta relación. La verdadera religión, afirmó Müller, se basa en una verdadera percepción de la "relación" del alma con Dios y de Dios con el alma; Müller quería probar que esto era cierto, no sólo como postulado, sino como hecho histórico. El título original de las conferencias era "Religión psicológica", pero Müller se sintió obligado a agregarle "Teosofía". La conferencia final de Gifford de Müller es significativa en la interpretación de su trabajo en términos generales, ya que sitúa su investigación filológica e histórica dentro de un  hermético y místico proyecto teológico.[17] : 108–110

### Como traductor
En 1881, publicó una traducción de la primera edición de la Crítica de la razón pura de Kant. Estuvo de acuerdo con Schopenhauer en que esta edición era la expresión más directa y honesta del pensamiento de Kant. Su traducción corrigió varios errores cometidos por traductores anteriores. En su Prefacio del Traductor, Müller escribió:

El puente de pensamientos y suspiros que atraviesa toda la historia del mundo ario tiene su primer arco en el Veda, su último en la Crítica de Kant... Mientras que en el Veda podemos estudiar la infancia, podemos estudiar en la Crítica de la razón pura de Kant la virilidad perfecta de la mente aria... Los materiales son ahora accesibles, y la raza de habla inglesa, la raza del futuro, tendrá en la Crítica de Kant otra reliquia aria, tan preciosa como el Veda, una obra que puede ser criticada, pero nunca puede ser ignorada.

Müller continuó siendo influenciado por el Trascendentalist kantiano modelo de espiritualidad, y se opuso a las ideas darwinianas del desarrollo humano. Argumentó que "el lenguaje forma una barrera infranqueable entre el hombre y la bestia".

## Visualizaciones de la India

### Carrera temprana
El 25 de agosto de 1866, Müller escribió al Chevalier Bunsen:

La India está mucho más madura para el cristianismo que Roma o Grecia en la época de San Pablo. El árbol podrido tiene desde hace algún tiempo soportes artificiales, porque su caída habría sido inconveniente para el gobierno. Pero si el inglés llega a ver que el árbol debe caer, tarde o temprano, entonces la cosa está hecha... Quisiera dar mi vida, o al menos dar mi mano para que esta lucha se lleve a cabo... Yo no me gusta nada ir a la India como misionero, eso hace que uno dependa de los párrocos... Me gustaría vivir diez años bastante tranquilo y aprender el idioma, tratar de hacer amigos, y ver si estoy en condiciones de tomar parte en una obra, por medio de la cual se podría derrocar la vieja maldad del sacerdocio indio y abrir el camino para la entrada de la enseñanza cristiana simple...

En su carrera, Müller expresó varias veces la opinión de que era necesario que ocurriera una "reforma" dentro del hinduismo, comparable a la Reforma cristiana. En su opinión, "si hay algo que un estudio comparativo de las religiones pone en la luz más clara, es la inevitable decadencia a la que está expuesta cada religión... Siempre que podemos rastrear una religión hasta sus primeros comienzos, la encontramos libre de muchas imperfecciones que la afectaron en sus estados posteriores".
Usó sus vínculos con el Brahmo Samaj para alentar tal reforma en las líneas iniciadas por Ram Mohan Roy. Müller creía que los brahmos engendrarían una forma india de cristianismo y que en la práctica eran "cristianos, sin ser católicos romanos, anglicanos o luteranos". En la tradición luterana, esperaba que desaparecieran la "superstición" y la idolatría, que consideraba características del hinduismo popular moderno. Muller escribió:

La traducción del Veda a partir de ahora contará en gran medida sobre el destino de la India y sobre el crecimiento de millones de almas en ese país. Es la raíz de su religión, y mostrarles cuál es la raíz, estoy seguro, es la única forma de desarraigar todo lo que ha brotado de ella durante los últimos 3.000 años... uno debe estar despierto y hacer lo que pueda. ser obra de Dios.

Müller esperaba que el aumento de los fondos para la educación en India promovería una nueva forma de literatura que combinara las tradiciones occidentales e indias. En 1868 escribió a George Campbell, el recién nombrado Secretario de Estado de la India:

La India ha sido conquistada una vez, pero la India debe ser conquistada de nuevo, y esa segunda conquista debe ser una conquista por la educación. Mucho se ha hecho últimamente por la educación, pero si los fondos se triplicaran y cuadruplicaran, difícilmente sería suficiente (...) Fomentando el estudio de su propia literatura antigua, como parte de su educación, un sentimiento nacional de orgullo y se despertará el respeto por sí mismo entre aquellos que influyen en las grandes masas del pueblo. Puede surgir una nueva literatura nacional, impregnada de ideas occidentales, pero conservando su espíritu y carácter nativos (...) Una nueva literatura nacional traerá consigo una nueva vida nacional y un nuevo vigor moral. En cuanto a la religión, eso se arreglará solo. Los misioneros han hecho mucho más de lo que ellos mismos parecen darse cuenta, es más, probablemente rechazarían gran parte del trabajo que es suyo. El cristianismo de nuestro siglo XIX difícilmente será el cristianismo de la India. Pero la antigua religión de la India está condenada al fracaso, y si el cristianismo no interviene, ¿de quién será la culpa?

### Carrera tardía

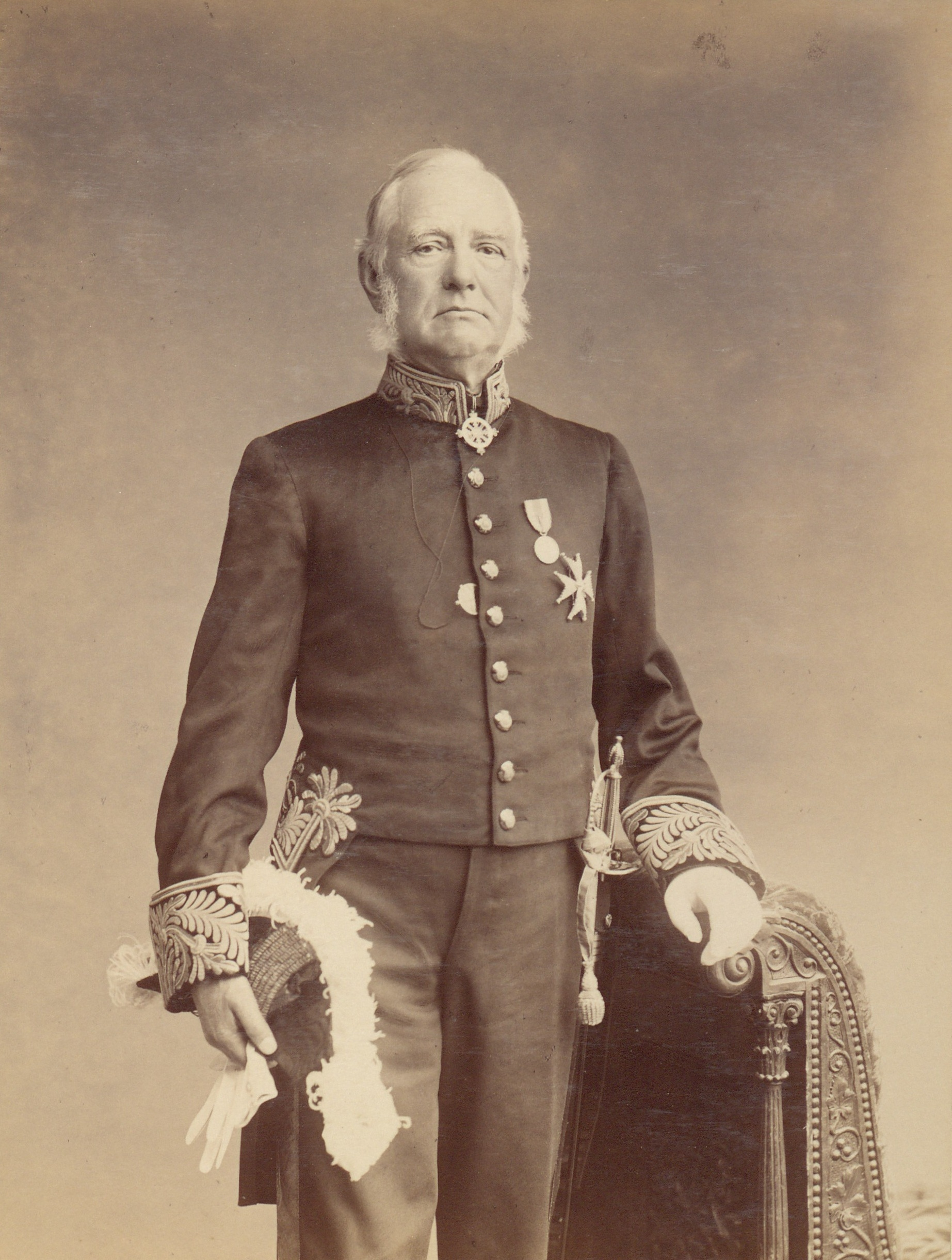
En uniforme, década de 1890

En sus sesenta y setenta años, Müller dio una serie de conferencias, que reflejaron una visión más matizada a favor del hinduismo y la literatura antigua de la India. En su "¿Qué puede enseñarnos la India?" conferencia en la Universidad de Cambridge, defendió la literatura sánscrita antigua y la India de la siguiente manera:

Si tuviera que mirar por todo el mundo para encontrar el país más ricamente dotado con toda la riqueza, el poder y la belleza que la naturaleza puede otorgar, en algunas partes un verdadero paraíso en la tierra, señalaría a la India. Si me preguntaran bajo qué cielo la mente humana ha desarrollado más plenamente algunos de sus dones más selectos, ha reflexionado más profundamente sobre los mayores problemas de la vida y ha encontrado soluciones a algunos de ellos que bien merecen la atención incluso de aquellos que han estudiado Platón y Kant: debo señalar a la India. Y si tuviera que preguntarme de qué literatura nosotros, aquí en Europa, que nos hemos nutrido casi exclusivamente del pensamiento de griegos y romanos, y de una raza semítica, la judía, podemos sacar el correctivo más necesario para para hacer nuestra vida interior más perfecta, más completa, más universal, de hecho, más verdaderamente humana, una vida, no sólo para esta vida, sino una vida transfigurada y eterna—nuevamente debo señalar a la India.

También conjeturó que la introducción del Islam en la India en el siglo XI tuvo un efecto profundo en la psique y el comportamiento de los hindúes en otra conferencia, "Carácter veraz de los hindúes":

El otro poema épico también, el Mahabharata, está lleno de episodios que muestran un profundo respeto por la verdad. (...) Si tuviera que citar todos los libros de leyes y obras aún posteriores, en todas partes escucharía la misma nota clave de veracidad vibrando a través de todos ellos. (...) Digo una vez más que no deseo representar al pueblo de la India como doscientos cincuenta y tres millones de ángeles, pero sí deseo que se entienda y se acepte como un hecho, que los dañinos acusación de falsedad presentada contra ese pueblo es absolutamente infundada con respecto a los tiempos antiguos. No sólo no es verdad, sino todo lo contrario de la verdad. En cuanto a los tiempos modernos, y los fecho alrededor del año 1000 después de Cristo (d.C.), solo puedo decir que, después de leer los relatos de los terrores y horrores del gobierno mahometano, me asombra que tanto de la virtud y la veracidad innatas haya tenido lugar. sobrevivió. Es como esperar que un ratón diga la verdad ante un gato, como un hindú ante un juez mahometano.

Swami Vivekananda, quien fue el principal discípulo de Ramakrishna Paramahamsa, conoció a Müller durante un almuerzo el 28 de mayo de 1896. Con respecto a Müller y su esposa, el Swami escribió más tarde:

La visita fue realmente una revelación para mí. Esa casita blanca, su marco en un hermoso jardín, el sabio de cabello plateado, con un rostro tranquilo y benigno, y una frente suave como la de un niño a pesar de setenta inviernos, y cada línea en ese rostro habla de una mina profunda. de espiritualidad en algún lugar atrás; esa noble esposa, la ayudante de su vida a través de su larga y ardua tarea de excitar el interés, anular la oposición y el desprecio, y finalmente crear respeto por los pensamientos de los sabios de la India antigua: los árboles, las flores, la calma y el cielo despejado: todo esto me hizo retroceder en mi imaginación a los gloriosos días de la antigua India, los días de nuestros brahmarshis y rajarshis, los días de los grandes vanaprasthas, los días de Arundhatis y Vasishthas. No era ni el filólogo ni el erudito lo que vi, sino un alma que todos los días se da cuenta de su unidad con el universo.

## Controversias

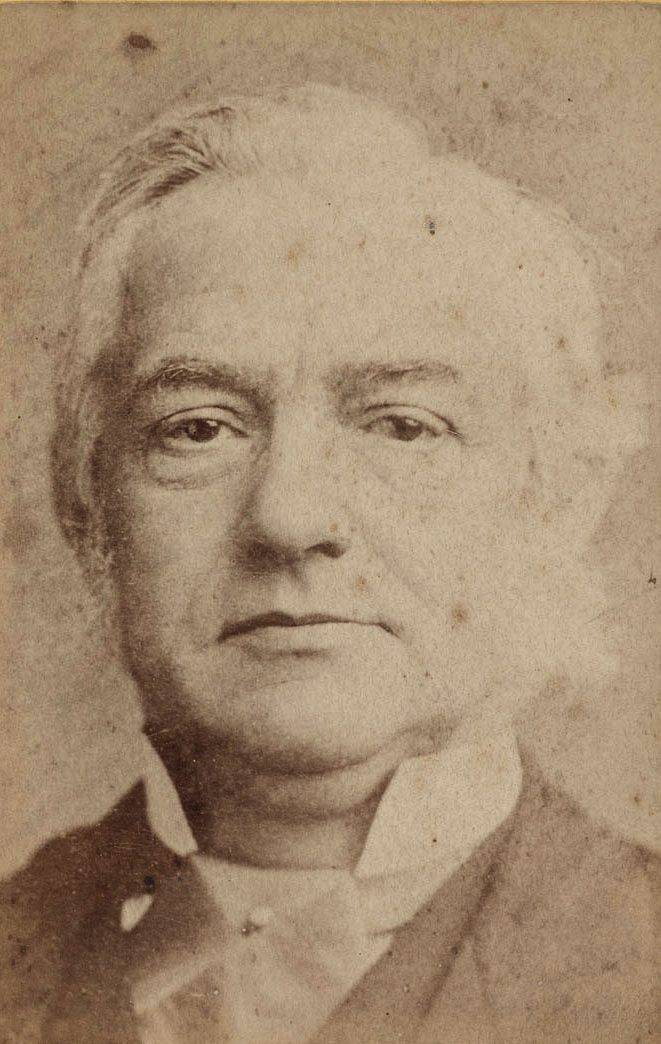
Retrato de estudio del profesor Max Müller, c. 1880

### Anticristiano
Durante el curso de sus Conferencias Gifford sobre el tema de la "religión natural", Müller fue severamente criticado por ser anticristiano. En 1891, en una reunión del Presbiterio de Glasgow establecido, el Sr. Thomson (Ministro de Ladywell) presentó una moción de que la enseñanza de Müller era "subversiva de la fe cristiana y adecuada para difundir panteísta e infiel puntos de vista entre los estudiantes y otros" y cuestionó el nombramiento de Müller como profesor. Monseñor Alexander Munro hizo un ataque aún más fuerte contra Müller en St. Catedral de San Andrés, Glasgow (Catedral de San Andrés). Munro, un oficial de la Iglesia Católica Romana en Escocia (y Preboste de la Catedral Católica de Glasgow de 1884 a 1892), declaró que las conferencias de Müller "fueron nada menos que una cruzada contra la Divina revelación, contra Jesucristo, y contra el cristianismo". Las conferencias blasfemas fueron, continuó, "la proclamación del ateísmo bajo la apariencia de panteísmo" y "desarraigaron nuestra idea de Dios, porque repudiaron la idea de un Dios personal".
Acusaciones similares ya habían llevado a la exclusión de Müller de la cátedra Boden en sánscrito a favor del conservador Monier Monier-Williams. En la década de 1880, Müller estaba siendo cortejado por Charles Godfrey Leland, la médium Helena Blavatsky y otros escritores que buscaban afirmar los méritos del "pagano" tradiciones religiosas sobre el cristianismo. La diseñadora Mary Fraser Tytler declaró que el libro de Müller "Chips from a German Workshop" (una colección de sus ensayos) era su "Biblia", que la ayudó a crear una imaginería sagrada multicultural.
Müller se distanció de estos desarrollos y permaneció dentro de la fe luterano en la que se había educado. Según G. Beckerlegge, "los antecedentes de Müller como luterano alemán y su identificación con el partido Broad Church" llevaron a "las sospechas de quienes se oponían a las posiciones políticas y religiosas que sentían que Müller representaba", en particular su latitudinarismo.
Aunque Müller mostró un fuerte interés religioso y académico en el hinduismo y otras religiones no cristianas, y a menudo comparó el cristianismo con religiones que muchos protestantes tradicionales habrían considerado primitivas o falsas, basó su filosofía perenne en la creencia de que el cristianismo poseía la verdad más completa de todas las religiones vivas.: 109–10  Los estudiosos de la religión del siglo XXI, lejos de acusar a Müller de ser anticristiano, han examinado críticamente el proyecto teológico de Müller como evidencia de un sesgo hacia las concepciones cristianas de Dios en los primeros estudios religiosos académicos.: 120–2 

### Desacuerdo con Darwin
Müller intentó formular una filosofía de la religión que abordara la crisis de fe engendrada por el estudio histórico y crítico de la religión por parte de eruditos alemanes por un lado, y por la revolución darwinista (darwinismo) por el otro. Desconfiaba del trabajo de Darwin sobre la evolución humana y atacó su punto de vista sobre el desarrollo de las facultades humanas. Su trabajo fue retomado por comentaristas culturales como su amigo John Ruskin, quien lo vio como una respuesta productiva a la crisis de la época (compárese con "Matthew Arnold "Dover Beach" ). Analizó las mitologías como racionalizaciones de fenómenos naturales, comienzos primitivos que podríamos denominar "protociencia" dentro de una evolución cultural.[cita requerida] Müller también propuso una interpretación mística temprana de la evolución teísta, utilizando el darwinismo como una crítica de la filosofía mecánica.: 113 
En 1870, Müller dio un curso corto de tres conferencias para la Institución Británica sobre el lenguaje como la barrera entre el hombre y la bestia, al que llamó "Sobre la filosofía del lenguaje de Darwin". Müller no estuvo de acuerdo específicamente con las teorías de Darwin sobre el origen del lenguaje y que el lenguaje del hombre podría haberse desarrollado a partir del lenguaje de los animales. En 1873, envió una copia de sus conferencias a Darwin asegurándole que, aunque difería de algunas de las conclusiones de Darwin, era uno de sus "lectores diligentes y sinceros admiradores".

### Arianismo
El trabajo de Müller contribuyó al desarrollo del interés en la cultura aria, que a menudo oponía las tradiciones indoeuropeas ("arias") a las religiones semíticas. Estaba "profundamente entristecido por el hecho de que estas clasificaciones luego se expresaron en términos de  racista", ya que esto estaba lejos de su intención. Para Müller, el descubrimiento de la ascendencia india y europea común fue un poderoso argumento contra el racismo, argumentando que "un etnólogo que habla de raza aria, sangre aria, ojos y cabello arios, es tan pecador como un lingüista que habla de un dolicocéfalo". diccionario o una gramática braquicefálica" y que "los hindúes más negros representan una etapa anterior del habla y el pensamiento arios que los escandinavos más bellos".

### Turaniano
Müller presentó y promovió la teoría de una familia de idiomas o habla "Turanian", que comprende las Finnic, Samoyedo, "Tártaro", Mongólico y Tungúsico. Según Müller, estos cinco idiomas eran los "hablados en Asia o Europa no incluidos en las familias aria [sic] y semítica, con la excepción quizás del chino y sus dialectos". Además, eran "lenguas nómadas", a diferencia de las otras dos familias (aria y semítica), a las que llamó lenguas de Estado o políticas.
La idea de una familia de lenguas turanianas no fue aceptada por todos en ese momento. Aunque el término "turaniano" se convirtió rápidamente en un arcaísmo (a diferencia de "Ario"), no desapareció por completo. La idea fue absorbida más tarde en las ideologías nacionalistas en Hungría y Turquía.

## Honores

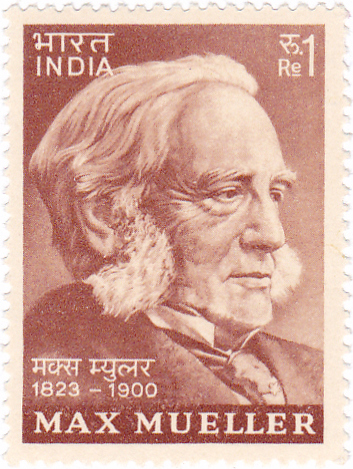
Müller en un sello de India de 1974

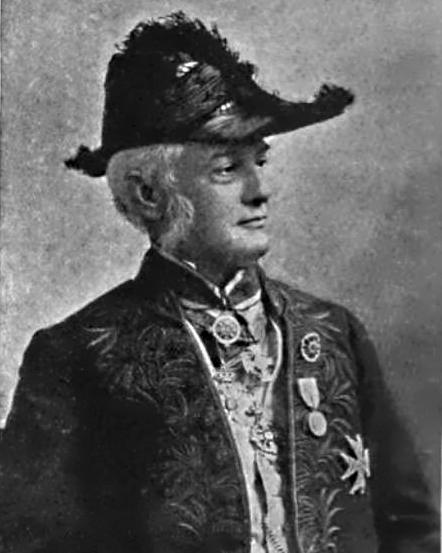
Müller c. 1898, vistiendo su traje Habit vert con la insignia de la orden Pour le Mérite y la Orden Bávara Maximiliana para la Ciencia y el Arte

En 1869, Müller fue elegido miembro de la Académie des Inscriptions et Belles-Lettres francesa como corresponsal extranjero (associé étranger).
En junio de 1874, Müller recibió el Pour le Mérite (clase civil), para su sorpresa. Poco después, cuando se le ordenó cenar en el Windsor, le escribió al Príncipe Leopoldo para preguntarle si "podría" usar su Orden, y el cable respondió: "No puede, sino debe".
En 1875, Müller recibió la Orden Maximiliana de Baviera para la Ciencia y el Arte. El premio se otorga para reconocer logros excelentes y destacados en el campo de la ciencia y el arte. En una carta a su madre fechada el 19 de diciembre, Müller escribió que el premio era más vistoso que el Pour le Mérite, "pero eso es lo mejor".
En 1896, Müller fue designado miembro del Consejo Privado del Reino Unido.

## Vida personal
Müller se convirtió en ciudadano británico naturalizado en 1855, a la edad de 32 años.
Se casó con Georgina Adelaide Grenfell el 3 de agosto de 1859 tras superar la oposición de su familia. La pareja tuvo cuatro hijos: Ada, Mary, Beatrice y William Grenfell, de los cuales dos fallecieron antes que ellos.
Georgina (fallecida en 1919) hizo encuadernar sus papeles y correspondencia; están en la Biblioteca Bodleian, Oxford.

## Muerte y legado
La salud de Müller comenzó a deteriorarse en 1898 y murió en su casa de Oxford el 28 de octubre de 1900. Fue enterrado en el cementerio de Holywell el 1 de noviembre de 1900.
Después de su muerte, se abrió en Oxford un fondo conmemorativo, el Max Müller Memorial Fund, para "la promoción del aprendizaje y la investigación en todos los asuntos relacionados con la historia y la arqueología, los idiomas, las literaturas y las religiones de la antigua India".
Harry Smith declaró sobre su película Heaven and Earth Magic: "La primera parte describe el dolor de muelas de la heroína como consecuencia de la pérdida de una valiosa sandía, su odontología y el transporte al cielo. A continuación sigue una exposición elaborada de la tierra celestial en términos de Israel, Montreal y la segunda parte describe el regreso a la tierra después de ser comido por Max Müller el día Eduardo Séptimo inauguró la Gran Cloaca de Londres."
El Instituto Goethe en la India se llama Max Müller Bhavan en su honor, al igual que una calle (Max Mueller Marg) en Nueva Delhi.
Las biografías de Müller incluyen las de Lourens van den Bosch (2002), Jon R. Stone (2002) y Scholar Extraordinary (1974) de Nirad C. Chaudhuri, la última de las cuales recibió el premio Premio Sahitya Akademi de inglés de Sahitya Akademi, la Academia Nacional de Letras de la India. El trabajo de Stephen G. Alter (2005) contiene un capítulo sobre la rivalidad de Müller con el lingüista estadounidense William Dwight Whitney.

## Publicaciones
Los trabajos académicos de Müller, publicados por separado, así como una "Obra completa" de 18 volúmenes, incluyen:
- Nārāyana; Friedrich Max Müller (1844). Hitopadesa: eine alte indische Fabelsammlung. Brockhaus. (enlace roto disponible en Internet Archive; véase el historial, la primera versión y la última).
- Friedrich Max Müller (1859). A History of Ancient Sanskrit Literature So Far as it Illustrates the Primitive Religion of the Brahmans. Williams and Norgate.
- Friedrich Max Müller (1866). Lectures on the Science of Language: Delivered at the Royal Institution of Great Britain in April, May, & June 1861. Longmans, Green.

- Lectures on the Science of Language were translated into Russian in 1866 and published at the first Russian scientific linguistic magazine "Filologicheskie Zapiski".

- Chips from a German Workshop (1867–1875, 5 vols.)
- Introduction to the Science of Religion (1873)
- Max Muller (1878). Lectures on the origin and growth of religion as illustrated by the religions of India. Longmans, Green, and Company.
- Friedrich Max Müller (1881). Critique of Pure Reason (German: Kritik der reinen Vernunft, KrV), by Immanuel Kant, translated by Friedrich Max Müller.
- Friedrich Max Müller (1883). India: what Can it Teach Us?: A Course of Lectures Delivered Before the University of Cambridge. Longmans, Green.
- Biographical Essays (1884)
- Upanishads. Wordsworth Editions. 1 de enero de 2000. ISBN 978-1-84022-102-2.
- The German classics from the fourth to the nineteenth century. Scribners. 1886.
- Müller, F. Max; Macdonell, Arthur Anthony (1886). «A Sanskrit grammar for beginners». archive.org (en en, sk) (London: Longman, Green and Co.). p. 208. Archivado desde el original el 20 de octubre de 2018. Consultado el 20 de octubre de 2018.
- The Science of Thought (1887, 2 vols.)
- Studies in Buddhism. Asian Educational Services. 1999. ISBN 978-81-206-1226-6.
- F. Max Müller (1888) Biographies of Words and the Home of the Aryas
- Six Systems of Hindu Philosophy (1899)
- Gifford Lectures of 1888–1892 (Collected Works, vols. 1–4)
  - Natural Religion (1889)
  - Physical Religion (1891)
  - Anthropological Religion (1892)
  - Theosophy, or Psychological Religion (1893)
- Auld Lang Syne (1898, 2 vols.), a memoir
- My Autobiography: A Fragment (1901)[47]